# پرچم جزایر ویرجین ایالات متحده آمریکا

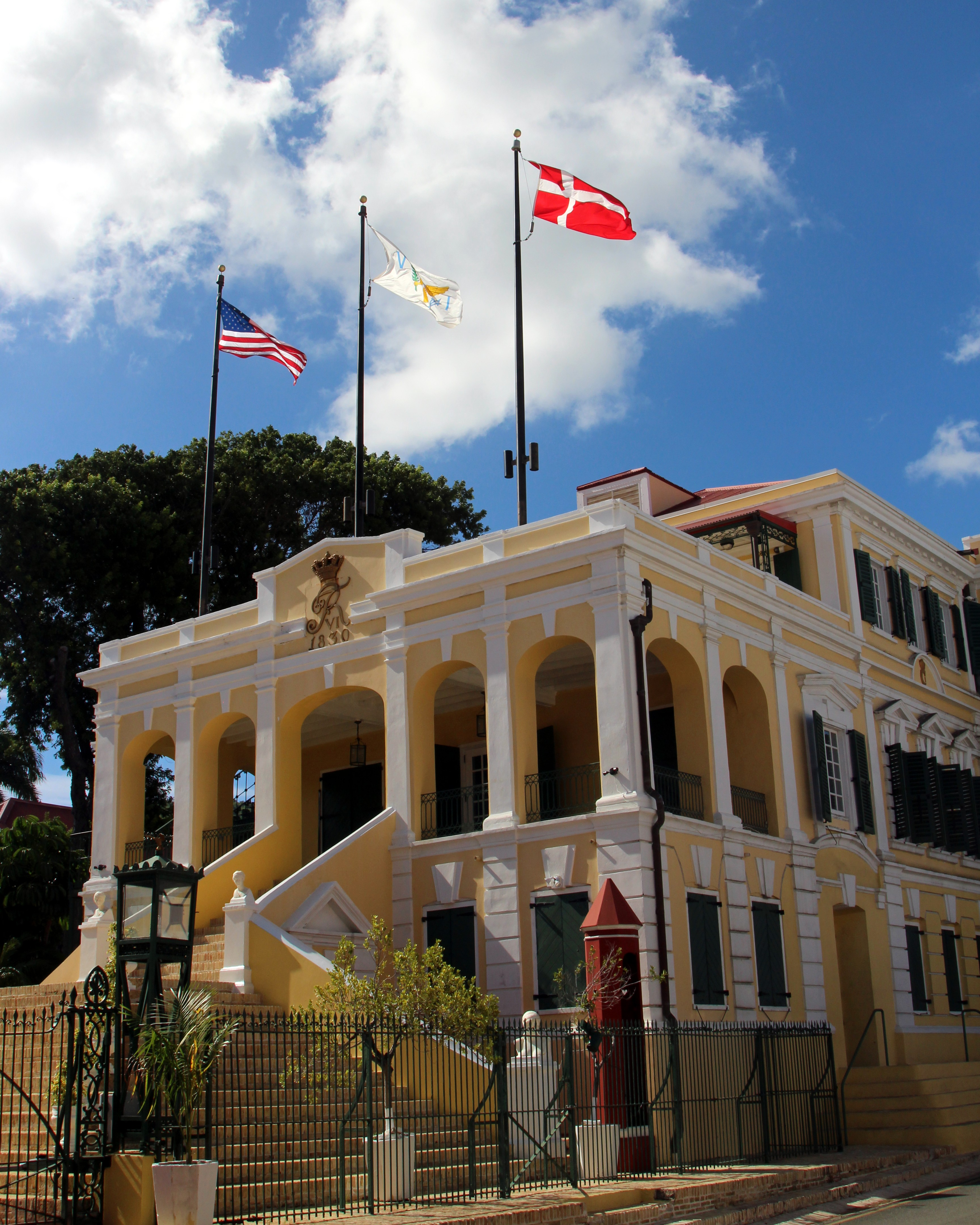
پرچم جزایر ویرجین برفراز عمارت فرمانداری در کنار پرچم‌های ایالات متحده آمریکا و دانمارک

پرچم جزایر ویرجین ایالات متحده آمریکا (به انگلیسی: Flag of the United States Virgin Islands)، در ۱۷ مه ۱۹۲۱ به تصویب رسید. این شامل یک نسخه ساده شده از نشان بزرگ ایالات متحده آمریکا بین حروف V و I (برای «جزایر ویرجین») است. عقاب زرد رنگ در یک چنگال یک شاخه از برگ‌بو را نگه می‌دارد، که نماد پیروزی است و سه تیر آبی در دیگری (بر خلاف سیزده تیر در نشان بزرگ ایالات متحده آمریکا)، که نشان دهنده سه جزیره اصلی تشکیل دهنده جزایر ویرجین ایالات متحده است: سنت کرویکس، سنت توماس، و سنت جان زمانی که جزایر ویرجین متعلق به دانمارک بود، این پرچم یک پرچم آبی با پرچم دانمارک یا همان Dannebrog («پارچه دانمارکی ها») در کانتون بود.